# Флора Мари
Флора Мари (8. мај 1869 – 28. јул 1923) била је шкотска медицинска пионирка и чланица Женског социјалног и политичког савеза (Women's Social and Political Union) који се борио за права жена на гласање. Од 1914. године па до краја свог живота, живела је са својом партнерком и колегиницом докторком Луизом Гарет Андерсон.

## Рани живот и образовање
Мари је рођена 8. маја 1869. године у Муреитвејту, Дамфријшир, Шкотска, као ћерка Грејс Харијет Мари (рођена Грејам) и Џона Мурија, земљопоседника и капетана Краљевске ратне морнарице. Била је четврта од шесторо деце.
Мари је похађала школу у Немачкој и Лондону пре него што је 1890. године уписала Лондонску болницу у Вајтчапелу, где је завршила шестомесни курс за болничарку. Одлучила је да настави каријеру у медицини и 1897. године уписала Лондонску школу за жене на медицинским студијама. Потом је радила као медицински асистент 18 месеци у психијатријској болници на Крајтону, у Дамфријширу. Ово искуство је било пресудно за њено писање тезе за под називом „Организација и управљање азилом” (1905). Завршила је своје медицинско образовање на Универзитету у Дараму, где је 1905. године стекла постдипломску медицинску диплому. Такође је 1906. године стекла диплому у области јавног здравља на Универзитету у Кембриџу.
Током свог времена у Шкотској, Мари је живела у Единбургу са др Елис Инглис, оснивачем покрета Шкотске женске болнице. Историчари као што су Хамер и Џенингс сугеришу да је Мари имала своју „прву озбиљну лезбијску везу” са Елис Инглис.

## Каријера

### Лекар
Године 1905. Мари је била медицински официр у болници Белгрејв за децу у Лондону, а затим анестезиолог у болници Челси за жене. Тиме је стекла значајно искуство у области анестезије, а те године је у часопису The Lancet објављен чланак који је написала под називом Етил хлорид као анестезијско средство за децу.

### Суфражеткиња
Флорина активност у покрету за женско право гласа почела је када је постала учесница и активисткиња у Националном удружењу за женска права Милисент Фосет. Затим је наставила свој рад у покрету за женска права као подржавалац Женске социјалне и политичке уније. Постала је и конзистентни учесник милитантног покрета, нудећи своје услуге као лекар, укључујући рад у дому за неговање у Пембрук Гарденсу за суфражеткиње које су се опорављале од насилног храњења, којим су управљале медицинске сестре Кетрин Пајн и Гертуд Тауненд.
Она је преузела лидерску улогу и показала своју вредност као активисткиња, говорећи на јавним скупима, учествујући у протесту 1911. године, и користећи своје медицинско знање и вештину да лечи суфражеткиње које су доживеле повреде током свог активистичког рада. Бринула је о Емелин Панкхерст и другим штрајкачима глађу након њиховог ослобађања из затвора и кампањом са другим лекарима против насилног храњења затвореница.

### Женска болница за децу
Године 1912. Флора Мари је основала Женску болницу за децу, заједно са Луизом Гарет Андерсон. Болница је пружала здравствену негу деци радничке класе из тог подручја и пружила женским лекарима једину прилику да стекну клиничко искуство у педијатрији у Лондону. Мото болнице био је „Дела, не речи”.

### Први светски рат
Када је избио Први светски рат, Мари и њена партнерка др Луиза Гарет Андерсон основале су Женски болнички корпус и ангажовале жене да раде у њему. Верујући да ће британско ратно министарство одбити њихову понуду за помоћ, и знајући да Французи имају потребу за медицинском помоћи, понудиле су своју помоћ Француском Црвеном крсту. Француски Црвени крст је прихватио њихову понуду и обезбедио им простор у недавно изграђеном хотелу у Паризу као болницу. Флора Мари је постављена за главног лекара, а Андерсон је постала главни хирург.
Мари је у свом дневнику забележила да су представници британског ратног министарства били изненађени када су открили болницу коју успешно воде британске жене, те да је болница ускоро третирана као британска помоћна болница, а не француска. Поред болнице у Паризу, Женски болнички корпус је водио још једну војну болницу у Вимеру.
У јануару 1915. године, жртве су почеле да буду евакуисане у Енглеску ради лечења. Ратно министарство је позвало Мари и Андерсон да се врате у Лондон и воде велику болницу, Војну болницу Ендел Стрит, у оквиру Краљевског војног медицинског корпуса. Војна болница Ендел Стритје лечила је скоро 50.000 војника између маја 1915. и септембра 1919. године, када је затворена.
Након рата, Мари се вратила у болницу на Хароу Роуду, која је преименована у болницу Рол оф Хонор, где је наставила свој рад као приватни практичар. Њен дневник о ратним искуствима постао је књига под називом Жене као војни хирурзи: Историја Женског болничког корпуса у Паризу (1920). Дедикација књиге гласи: „Луизи Гарет Андерсон / Смела, опрезна, истинита и моја љубавна сапутница”.
Недостатак средстава на крају је довео до затварања болнице Рол оф Хонор, као и до пензионисања Флоре Мари и Луизе Гарет Андерсон. Преместиле су се у кућицу у Пол Енду, у Пену, Бекингемшир.

## Смрт
Мари је боловала од карцинома и преминула 28. јула 1923. године у 54. години живота. Умрла је убрзо након операције у болници у Хемпстеду, Лондон, а њена животна сапутница била је уз њу. Својом опоруком, Флора Мари је све оставила Андерсоновој.
Сахрањена је на гробљу цркве Светог Тројства у Пену, Бекингемшир, у близини њиховог некадашњег дома. Иако је Андерсонова касније кремирана, а њен пепео расут изнад Саут Даунса, заједнички надгробни споменик одаје почаст обема женама.

## Комеморације
У априлу 2022. године објављено је да ће лик Флоре Мари бити приказан на полеђини нове полимерне новчанице од 100 фунти Банке Шкотске, у знак признања за њен допринос медицини и борби за женска права. Новчаница садржи портрет Флоре Мари који је насликао Френсис Дод.
Извршни директор Краљевског фонда за слободно здравство у Лондону истакао је: „Скоро век након њене смрти, прича о Флори подсећа нас на велику захвалност коју дугујемо тим раним борцима који нису прихватили ограничења друштва које није веровало да жене могу или треба да буду докторке, лекарке и хирургкиње. И тада и сада, ценимо пионирке, иноваторке и оне које мењају правила игре.“
Ова новчаница је освојила треће место на такмичењу за „најлепшу новчаницу света“ 2023. године. На полеђини новчанице приказан је лик Флоре Мари у првом плану, док је у позадини приказана сцена носачица рањеника из болнице Ендл Стрит. Јединствено, њен лик се појављује и у безбедносном холограму на предњој страни новчанице.